# Chrysophyllum taiense
Chrysophyllum taiense – gatunek drzew należących do rodziny sączyńcowatych. Występuje w Afryce, na terenie Liberii i Wybrzeża Kości Słoniowej.